# Commiphora alaticaulis
Commiphora alaticaulis är en tvåhjärtbladig växtart som beskrevs av Gillett & K. Vollesen. Commiphora alaticaulis ingår i släktet Commiphora och familjen Burseraceae. Inga underarter finns listade i Catalogue of Life.